# Mädlerpassage
Pour les articles homonymes, voir  Mädler .
La Mädlerpassage (trad.: Galerie marchande Maedler)  est la dernière galerie marchande historique entièrement conservée et couverte d'un toit en verre dans le centre-ville de Leipzig. Elle abrite des commerces de détail haut de gamme, des restaurants, des bureaux et des établissements culturels.

## Description
La galerie d'arcades se compose de trois bras disposés en forme de T. Au point de rencontre des trois bras se trouve une rotonde octogonale d'un diamètre d'environ 12 m. Le bras le plus long, de la Grimmaische Strasse à la rotonde, a été construit en premier et mesure environ 75 m de long. Semblable au modèle du bâtiment, la Galleria Vittorio Emanuele II de Milan, le passage est délimité par des façades sur rue dessinées vers l'intérieur. Dans cette section, le passage de 6 m à 7 m de large est couvert par un toit en verre dans une construction nervurée en acier au-dessus du deuxième étage à une hauteur d'environ 13 m. Il y a deux autres étages au-dessus.
Dans une deuxième phase de construction, le bras de la galerie allant de la rotonde à Neumarkt fut construit peu après, de sorte que le plan d'étage fut élargi à un L. Ce n'est qu'entre 1963 et 1965, lors de la construction du centre d'exposition Messehaus am Markt de la Foire de Leipzig, que le troisième bras de la galerie fut ajouté à la Petersstrasse, créant ainsi la forme en T actuelle. La liaison entre Neumarkt et Petersstrasse mesure 110 m de long. La section la plus récemment ajoutée n'a que la hauteur du rez-de-chaussée et est éclairée artificiellement.
Dans la première partie de la galerie, on accède à la cave historique Auerbachs Keller. On y trouve la double statue de deux groupes de personnages en bronze de Mathieu Molitor (1873-1929). Elle représente Faust et Méphistophélès d'un côté, un groupe d'étudiants enchantés de l'autre, comme le dit la scène de la cave d'Auerbach dans le Faust de Goethe.
Outre la cave historique Auerbachs Keller, le passage abrite plus de 20 petits commerces et restaurants. Les étages supérieurs abritent entre autres des bureaux, le cabaret « Sanftwut » et une salle d'art de 250 m2.

## Histoire

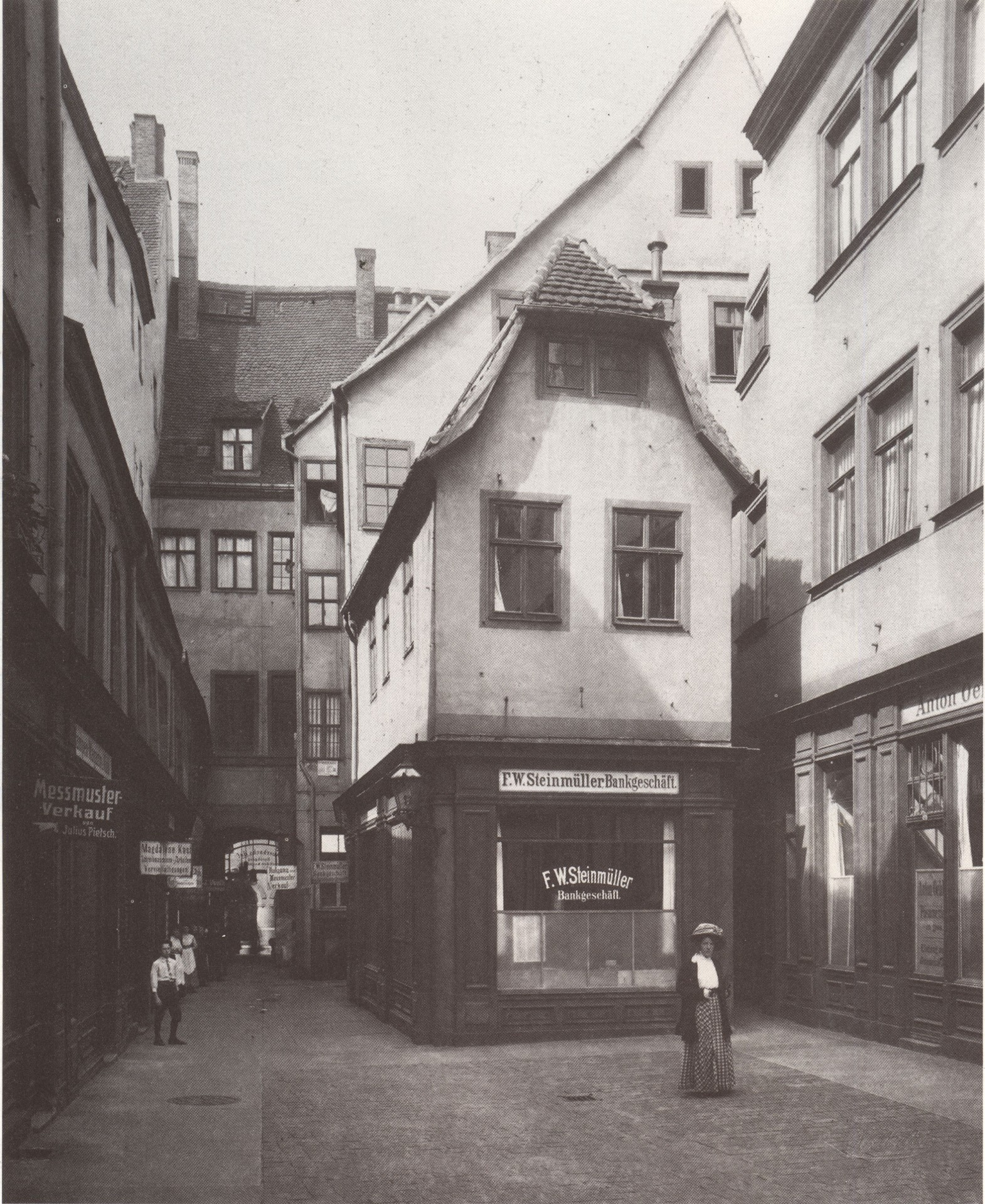
Auerbachs Hof vers 1905

Entre 1530 et 1911, le complexe immobilier Auerbachs Hof se trouvait sur le terrain. Le 1er janvier 1911, l'Auerbachs Hof et un terrain voisin furent vendus au fabricant de valises et de cuir Anton Mädler (1864–1925). Il fit démolir tous les bâtiments et construisit le centre d'exposition Mädler de 1912 à 1914 selon les plans de l'architecte Theodor Kösser.
Un bâtiment de passage de cinq étages a été créé avec un passage de quatre étages de 142 m de long. Le portail en arc à l'entrée du passage est flanqué de deux figures féminines grandeur nature en robe portant des raisins et un vase. Elles font référence à la fonction de la maison en tant que cave à vin (Auerbachs Keller) et centre d'exposition pour les secteurs de la porcelaine, de la céramique et de la faïence (surface d'exposition de 5 700 m2). Depuis 1969, un carillon en porcelaine de Meissen se trouve dans la rotonde du passage. Le complexe a été utilisé comme centre d'exposition jusqu'en 1989.
Après la réunification allemande, Jürgen Schneider acheta en 1991 la majorité des biens de la communauté d'héritiers Mädler pour 80 millions DM. Il voulait rénover la galerie. Cela n'a pas été fait après la faillite de son entreprise. « Ces événements sont entrés dans l' histoire économique allemande comme un cas criminel spectaculaire et rappellent les investissements privés débridés pendant le boom de la construction au début des années 1990. »
En 1995, la Commerzbank a pris la majorité des parts.De 1995 à 1997, la galerie a été entièrement rénovée et dotée d'une nouvelle vocation. En 2008, la Commerzbank a vendu sa participation majoritaire dans Maedler-Passage Property GmbH & Co. KG à une société du groupe MIB, Berlin/Leipzig. Les parts restantes appartiennent à la petite-fille d'Anton Mädler.
En décembre 2023, des militants de la dernière génération ont pulvérisé de la peinture sur le sapin de Noël dans la rotonde de la Mädlerpassage.

## Galerie de photos

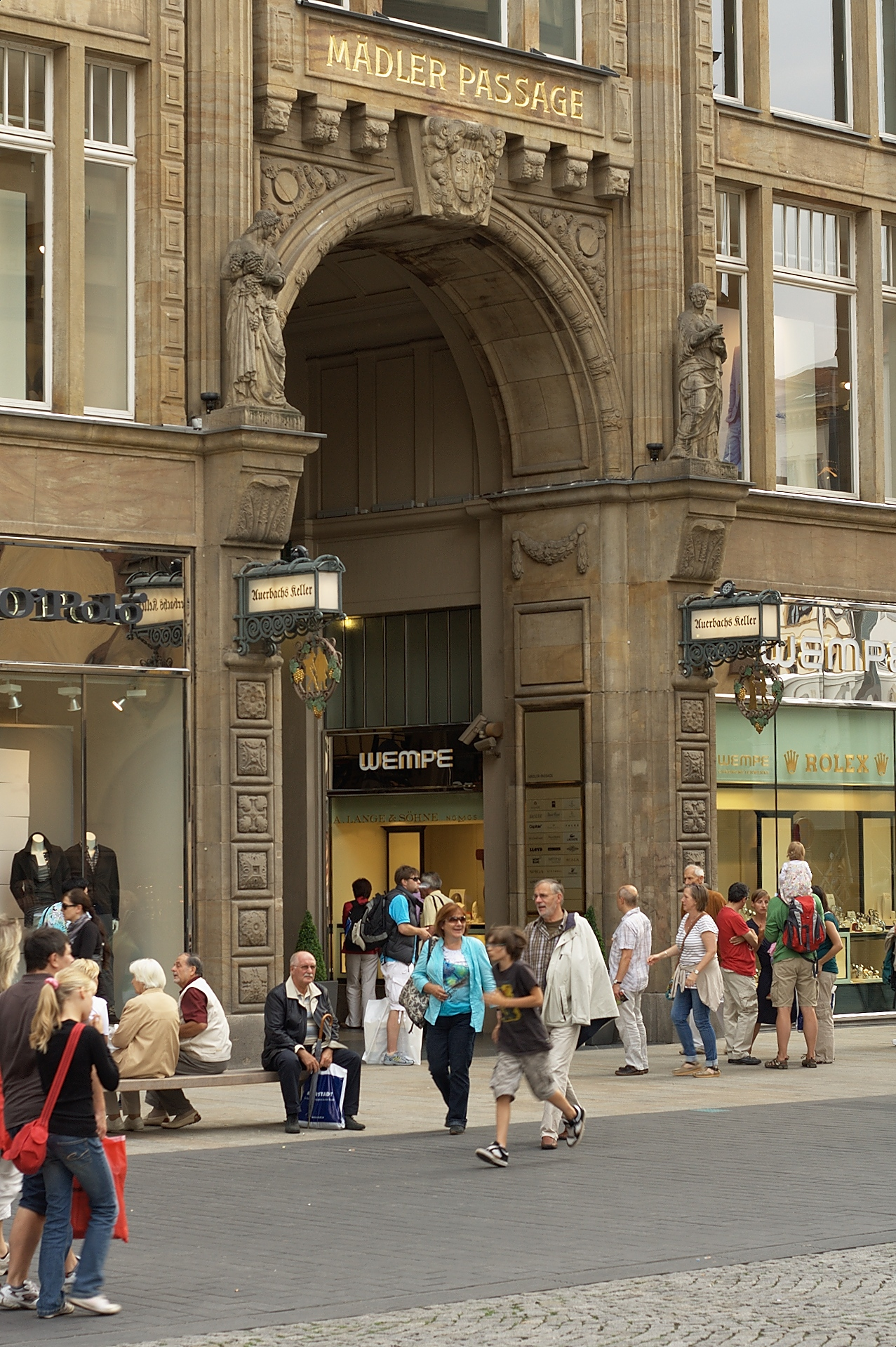
Entrée depuis la Grimmaische Strasse
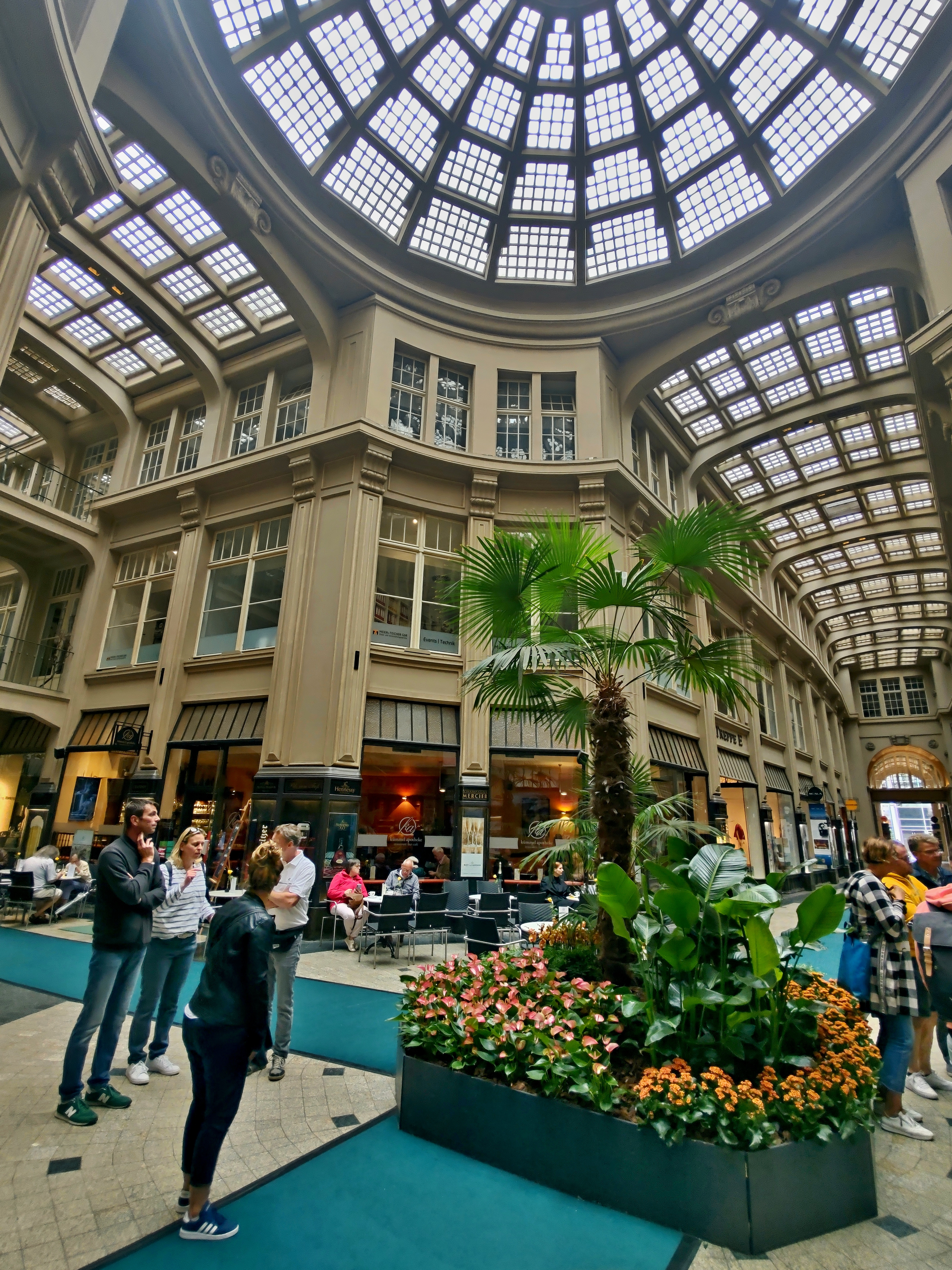
Dans la rotonde de la Mädlerpassage
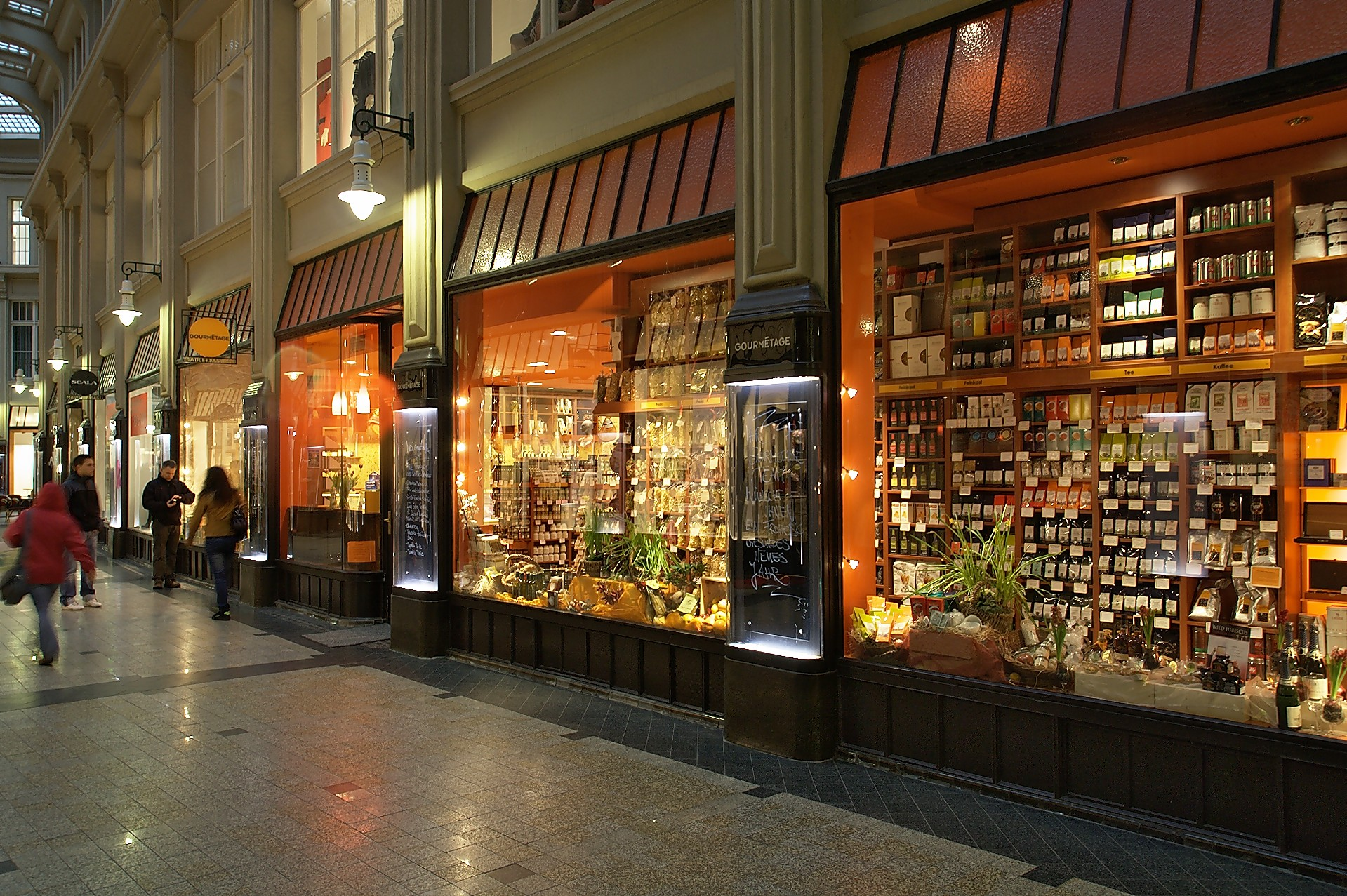
Boutiques dans la Mädlerpassage
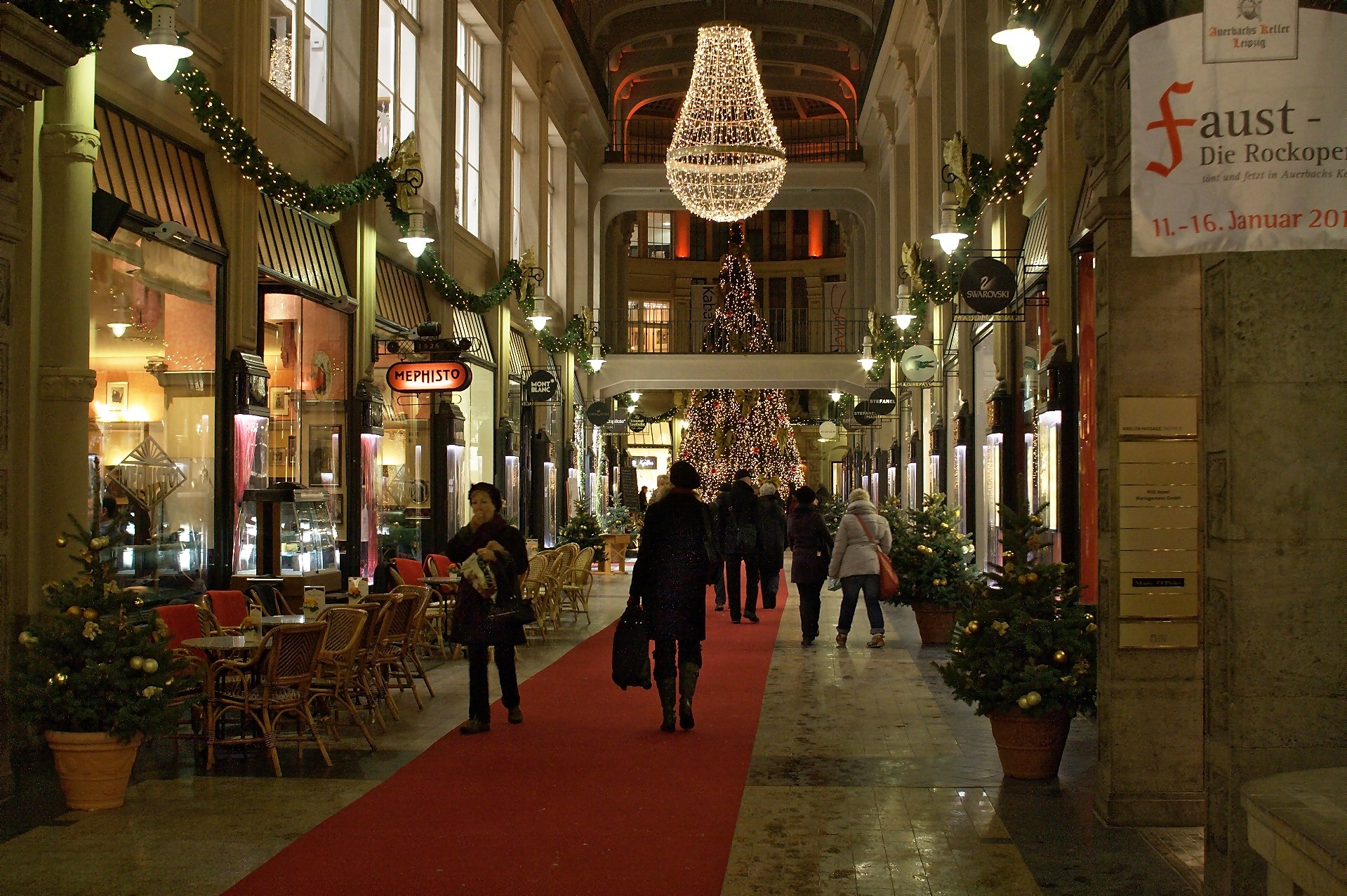
Mädlerpassage avec décoration de Noël
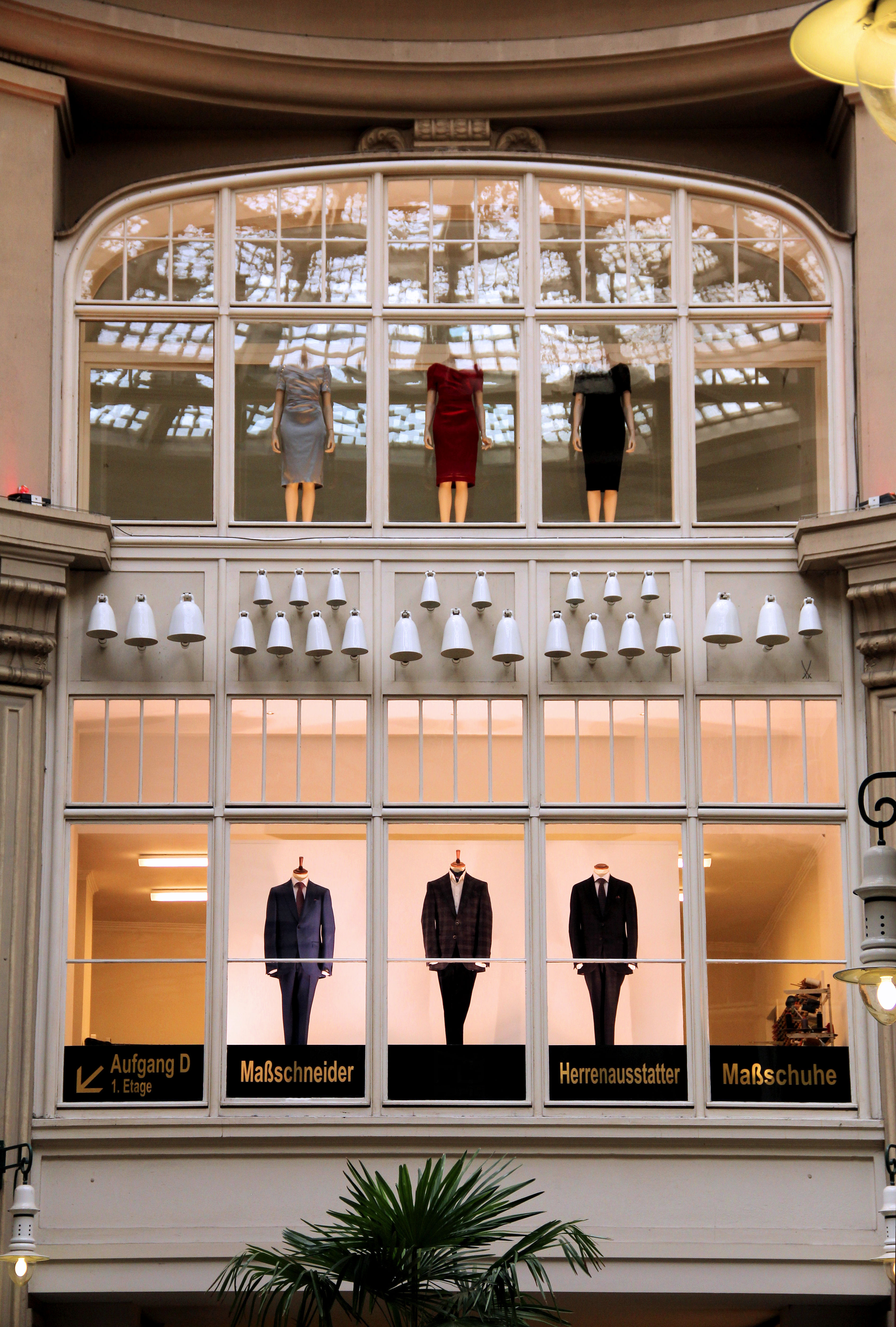
Carillon en porcelaine